# Thirteen (메가데스의 음반)
| 전문가 평가        | 전문가 평가 |
| 총 점수            | 총 점수     |
| 출처               | 점수        |
| ------------------ | ----------- |
| AnyDecentMusic?    | 6.8/10      |
| 메타크리틱         | 71/100      |
| 평가 점수          |             |
| 출처               | 점수        |
| AllMusic           | [ 3 ]       |
| The A.V. Club      | B           |
| The Boston Phoenix | [ 5 ]       |
| The Guardian       | [ 6 ]       |
| musicOMH           | [ 7 ]       |
| Now                | [ 8 ]       |
| PopMatters         | 7/10        |
| Rock Sound         | 7/10        |
| Spin               | 7/10        |
| Sputnikmusic       | 3.3/5       |

《Thirteen》 (《Th1rt3en》으로 스타일화됨)은 미국의 스래시 메탈 밴드 메가데스의 열세 번째 스튜디오 음반이다. 이 음반은 2011년 10월 27일, 일본에서 처음 발매되었고, 2011년 11월 1일, 전 세계에서 발매되었다. 이 음반은 《The World Needs a Hero》 (2001년) 이후 처음으로 베이시스트이자 창립 멤버인 데이비드 엘렙슨이 참여한 메가데스 스튜디오 음반이다. 이들은 2010년에 밴드로 돌아왔다. 《Thirteen》은 빌보드 200 차트에서 11위로 데뷔하여 첫 주에 42,000장이 판매되었다. 이 음반은 다른 여러 시장에서도 상위 20위 안에 들었다. 2012년 12월, 기준으로 미국에서 약 12만 장이 판매되었다. 이 음반은 비평가들로부터 긍정적인 평가를 받았다.
이 음반은 2년 전에 발매된 성공적인 《Endgame》에 이어 2011년 말 봄에 녹음되었다. 음반을 위해 작성된 새로운 자료 외에도 밴드는 이전에 데모나 보너스 트랙으로 발매된 몇 곡의 오래된 노래를 재작업하여 발매하기로 결정했다. 또한 음반에 수록된 여러 곡은 비디오 게임 사운드트랙에 수록될 예정이었으며, 특히 2010년 비디오 게임 《기타 히어로 : 워리어스 오브 락》에서 플레이 가능한 곡으로 등장한 〈Sudden Death〉가 그 예이다.

## 배경
2010년 7월, 메가데스의 발매작인 《Endgame》 (2009년)의 성공에 대한 질문을 받던 드러머 숀 드로버는 밴드가 후속 음반에 대해 논의하기 시작했다고 밝히며 밴드가 작업하기 시작한 "몇 가지 아이디어"가 있다고 말했다. 이후 인터뷰에서 프론트맨이자 기타리스트인 데이브 머스테인은 이 음반에 자신의 경력 초기에 작곡한 곡들과 음반을 위해 작곡한 새로운 곡들이 혼합되어 있을 것이라고 말했다.
머스테인은 메가데스가 캘리포니아주에 있는 밴드의 빅스 개러지 스튜디오에서 녹음할 것이라고 확인했다. 조니 K가 이 음반을 제작하기로 결정된 이유는 메가데스의 이전 두 음반의 프로듀서였던 앤디 스닙이 일정 충돌로 인해 참여할 수 없었기 때문이다. 이후 머스테인은 이 음반의 제목이 《Thirteen》이며 이전에 발매된 〈Sudden Death〉와 〈Never Dead〉와 같은 트랙이 포함될 것이라고 밝혔다.
뉴질랜드 오클랜드에서 열린 공연 전 인터뷰에서 머스테인은 당시 발매 예정이었던 음반이 로드러너 레코드와의 계약의 마지막 음반이라고 언급하며 로드러너가 밴드에게 "엄청난 새로운 계약"을 제안하려 했다고 언급했다. 그러나 머스테인은 레이블에 대해 불만을 표하며 "수년 동안 대우가 끔찍했고, 그냥 원하지 않는다"고 말했다. 그는 "그렇게 계속 연주하는 것보다 은퇴하는 것을 선호한다"고 말했다. 그럼에도 불구하고 머스테인은 밴드의 새 음반이 "훌륭할 것"이라고 외쳤고, 노래도 "정말 좋았다"고 말했다.

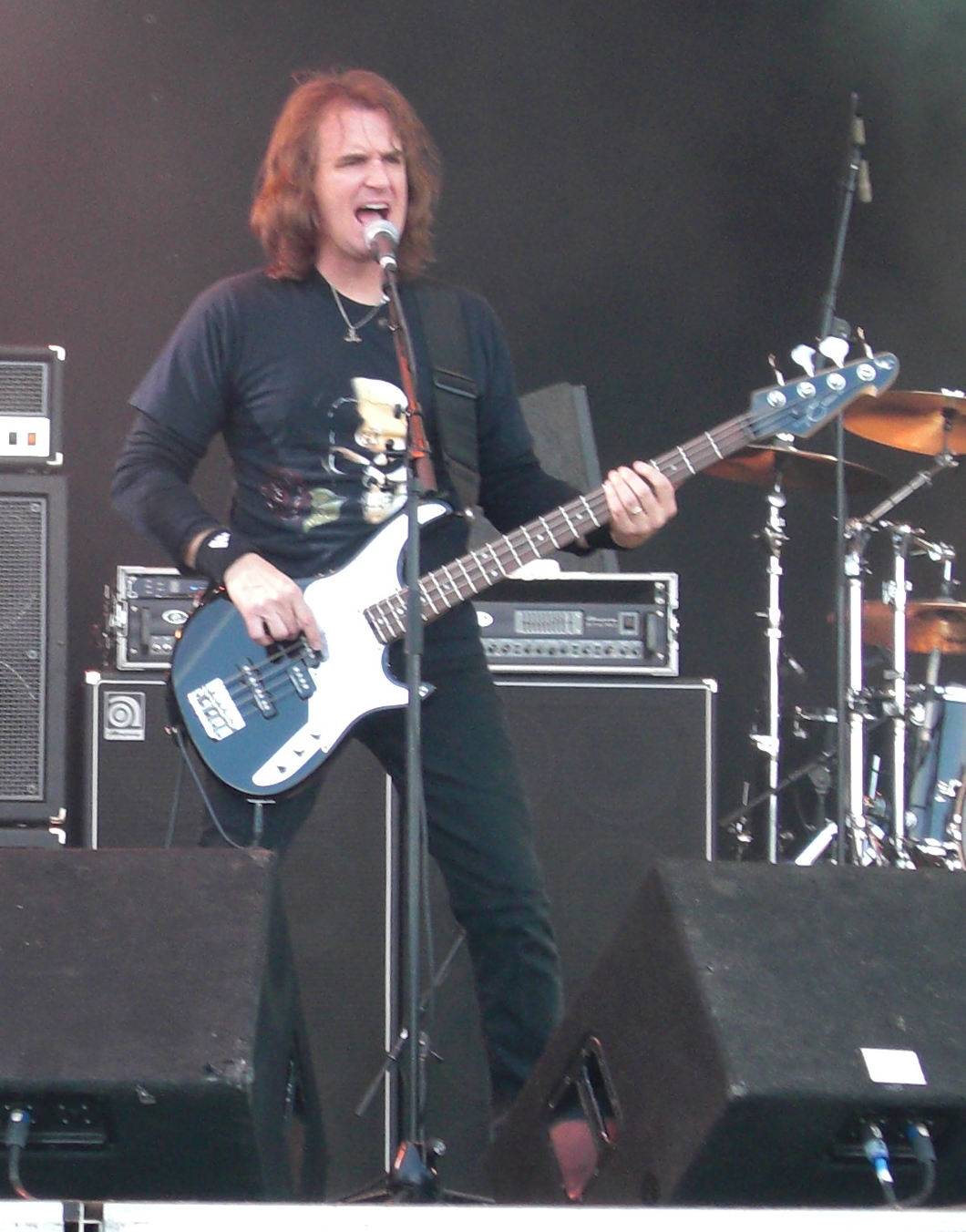
《Thirteen》은 10년 전에 발매된 《The World Needs a Hero》 이후 오랜 베이시스트 데이비드 엘렙슨이 참여한 첫 번째 메가데스 음반이다.

2010년 12월, 인터뷰에서 베이시스트 데이비드 엘렙슨 (그 해 초 밴드에 다시 합류하게 된)은 "이제 개별적으로 작곡을 시작하는 몇 가지 아이디어가 있다"고 언급했지만, 밴드가 2011년이 되어서야 스튜디오에 출시될 것임을 분명히 했다. 엘렙슨은 또한 이 음반이 밴드의 (당시) 《Rust in Peace》 음반 전체 (1990년)의 최근 라이브 공연에 영향을 받을 것이라고 추측했다.
머스테인은 처음에 이 음반이 "《Endgame》과 더 비슷하다"고 제안했다. 그러나 나중에 그는 이 음반이 "기타 사운드가 다르기 때문에 이전에 했던 것과는 달리 100% 다르다"고 선언했다. 그는 이어서 이 사운드를 "정말 오래된 고전 블랙 사바스와 약간 현대적인 퀸스 오브 더 스톤 에이지 같은 것"과 비교했다.
엘렙슨은 2011년 7월부로 음반을 믹싱할 준비가 되었다고 말했다. 이전 메가데스 음반과 비교할 수 있느냐는 질문에 그는 이 음반이 "《Countdown to Extinction》 음반과 어느 정도 일치한다"고 답했지만, 음반을 믹싱하는 방식에 따라 달라질 것이라고 언급했다. 엘렙슨은 또한 밴드가 음반 제목을 고려하고 있지만 아직 발매일은 정해지지 않았다고 발표했다.
크리스 브로더릭은 음반의 일부 부분을 《Peace Sells... but Who's Buying?》 (1986년), 《Rust in Peace》, 또는 《Countdown to Extinction》 (1992년)과 구체적으로 비교했지만, "저는 이 음반을 매우 다양한 CD에 비유해 왔습니다. 이 음반은 여러분이 사용할 곡 중 하나가 아니며 모든 곡이 마지막 곡처럼 들립니다. 찬가부터 라디오 친화적인 곡, 강렬한 히트곡, 멋지고 어두운 사운드의 곡까지 모든 것이 담겨 있습니다." 이후 인터뷰에서 브로더릭은 음반의 음향적 다양성을 다시 한 번 강조하며 "과거 메가데스 디스코그래피의 각 CD에서 시간이 단축된 것과 같다"고 언급했다.

## 상업적 성과
《Thirteen》은 빌보드 200 차트에서 11위로 데뷔하여 첫 주에 미국에서 42,000장을 판매했다. 이는 전작인 《Endgame》의 첫 주 판매량 (약 45,000장)과 차트 순위 (9위)보다 약간 하락한 수치이다. 두 번째 주에 10,780장이 더 팔렸고, 음반의 빌보드 200 차트 순위는 53위로 떨어졌다. 음반은 오스트레일리아, 뉴질랜드 (13위), 일본 차트 (11위)에서도 비슷한 순위를 기록했다. 그 외에는 음반이 상위 20위권에 진입하지 못했다. 2012년 12월, 기준으로 《Thirteen》은 미국에서 12만 장이 판매되었다.

## 곡 목록
모든 곡들은 특별한 언급이 없는 한 데이브 머스테인과 조니 K에 의해 작사/작곡하였다.
| #   | 제목                            | 작사·작곡                                         | 재생 시간 |
| --- | ------------------------------- | ------------------------------------------------- | --------- |
| 1.  | 〈Sudden Death〉                | 머스테인                                          | 5:07      |
| 2.  | 〈Public Enemy No. 1〉          |                                                   | 4:15      |
| 3.  | 〈Whose Life (Is It Anyways?)〉 | 머스테인                                          | 3:50      |
| 4.  | 〈We the People〉               |                                                   | 4:33      |
| 5.  | 〈Guns, Drugs, & Money〉        |                                                   | 4:19      |
| 6.  | 〈Never Dead〉                  | 머스테인                                          | 4:32      |
| 7.  | 〈New World Order〉             | 머스테인, 닉 멘자, 데이비드 엘렙슨, 마티 프리드먼 | 3:56      |
| 8.  | 〈Fast Lane〉                   |                                                   | 4:04      |
| 9.  | 〈Black Swan〉                  | 머스테인                                          | 4:10      |
| 10. | 〈Wrecker〉                     | 머스테인                                          | 3:51      |
| 11. | 〈Millennium of the Blind〉     | 머스테인, 조니 K, 프리드먼                        | 4:15      |
| 12. | 〈Deadly Nightshade〉           |                                                   | 4:55      |
| 13. | 〈13〉                          |                                                   | 5:49      |